# 维万·彼得松
维万·彼得松（瑞典語：Wivan Pettersson，1904年1月24日—1976年11月7日），瑞典女子游泳运动员。她曾代表瑞典参加1924年夏季奥林匹克运动会游泳比赛，获得女子4×100米自由泳接力铜牌。